# Buenolândia
| \| Buenolândia \| |
| Lage in Brasilien |
| Buenolândia       |

| Buenolândia |

Buenolândia ist ein Distrikt (port.: distrito) in der Gemeinde Goiás Velho im brasilianischen Bundesstaat Goiás in der Mikroregion Rio Vermelho. Er liegt knapp 25 km nordwestlich von Goiás Velho und 10 km nördlich der Bundesstraße BR-070.
Der heutige Ortsname erinnert an Bartolomeu Bueno da Silva, einen Bandeirante und Goldsucher. Ihm und seinem Schwager João Leite Ortiz de Camargo wurde am 2. Juli 1726 von Dom Rodrigo César de Menezes das Recht auf Nutzung aller Flüsse innerhalb der von ihnen zuvor erforschten Gebiete in Goiás verbrieft und darüber hinaus noch knapp 34 km Land (seis léguas de terra) von jedem Ufer dieser Flüsse als Prospektionsgebiet für die Goldsuche zugesichert.
Bei seiner Rückkehr nach Goiás fand Bueno eine gute Mine bei der Mündung des Rio Bugre in den Rio Vermelho und errichtete 1726 südlich der Mündung die erste Siedlung in Goiás, damals lediglich Barra (Baubude) genannt, später dann Arraial da Barra (Umgebung von Barra). Sie hatte rein provisorischen Character und bestand anfänglich lediglich aus Strohhütten ohne solide Konstruktionen.
Nachdem im folgenden Jahr ergiebigere Minen in der Umgebung entstanden, verließen fast alle Bewohner Barra und gründeten neue Siedlungen wie Ouro Fino (de: Goldschluff), Ferreiro und Nossa Senhora Sant’Ana, aus dem sich das heutige Goiás Velho entwickelte.
Am 1. Juli 2009 schlug die Pontifícia Universidade Católica de Goiás ein Projekt vor, Buenolândia und insbesondere das Haus von Bartolomeu Bueno da Silva zu restaurieren und so ein weiteres historisches Wahrzeichen der Region zu erhalten.